# Liste des circuits de Grand Prix moto
Voici une liste des circuits qui ont accueilli une course du Championnat du Monde de 1949 à 2024 .
Au total, 74 circuits différents ont accueilli des courses du Championnat du Monde. Le premier à le faire fut le Snaefell Mountain Course, domicile du TT de l'île de Man, qui détient également la spécificité, avec 60.718 km (37.728 mi) de long, d'être la piste la plus longue ayant accueilli une course de championnat du monde. Le TT Circuit Assen a la particularité d'avoir accueilli le plus de courses, avec un Grand Prix chaque année depuis 1949 (à l'exception de 2020 ), suivi du circuit de Brno.
Différents types de circuits ont été utilisées tout au long de l'histoire du Championnat du monde ; des circuits permanents spécialement construits comme Suzuka, des circuits routiers comme Spa-Francorchamps et des circuits urbains comme Montjuïc.

## Liste des circuits
| ✔ | Circuits actuels (pour la saison 2024) | * | Futurs circuits (pour la saison 2025) |

- La colonne « Carte » contient un plan de la dernière configuration sur les pistes actuelles et de la dernière configuration utilisée sur les pistes passées.
- La colonne « Type » fait référence au type de circuit : « rue » est un circuit organisé sur des rues fermées de la ville, « route » fait référence à un mélange de voies publiques et d'une piste permanente, et « course » est une installation permanente.

| Circuit                                                      | Type              | Sens                          | Lieu                       | Course(s)                                                          | Saison(s) | Total par GP | Total | Carte                       |
| ------------------------------------------------------------ | ----------------- | ----------------------------- | -------------------------- | ------------------------------------------------------------------ | --- | ------------ | ----- | --------------------------- |
| Algarve International Circuit ✔                              | race circuit      | Clockwise                     | Portimão                   | Portuguese Grand Prix                                              | 2020–2025 | 6            | 7     | Algarve                     |
| Algarve International Circuit ✔                              | race circuit      | Clockwise                     | Portimão                   | Algarve Grand Prix                                                 | 2021 | 1            | 7     | Algarve                     |
| Autodromo Enzo e Dino Ferrari                                | race circuit      | Anti-clockwise                | Imola                      | Italian Grand Prix                                                 | 1969, 1972, 1974–1975, 1977, 1979, 1988                                                                       | 7            | 13    | Imola                       |
| Autodromo Enzo e Dino Ferrari                                | race circuit      | Anti-clockwise                | Imola                      | San Marino Grand Prix                                              | 1981, 1983 | 2            | 13    | Imola                       |
| Autodromo Enzo e Dino Ferrari                                | race circuit      | Anti-clockwise                | Imola                      | Modèle:Country data Bologna City of Imola Grand Prix               | 1996–1999 | 4            | 13    | Imola                       |
| Autódromo Internacional Ayrton Senna                         | race circuit      | Clockwise                     | Goiânia                    | Brazilian Grand Prix                                               | 1987–1989 | 3            | 3     | Goiânia                     |
| Autódromo Internacional Nelson Piquet                        | race circuit      | Anti-clockwise                | Rio de Janeiro             | Rio Grand Prix                                                     | 1995–1997, 1999–2004                                                                                          | 9            | 9     | Jacarepaguá                 |
| Autodromo Internazionale del Mugello ✔                       | race circuit      | Clockwise                     | Scarperia e San Piero      | Italian Grand Prix                                                 | 1976, 1978, 1985, 1992, 1994–2019, 2021–2025                                                                  | 35           | 39    | Mugello                     |
| San Marino Grand Prix                                        | race circuit      | Clockwise                     | Scarperia e San Piero      | 1982, 1984, 1991, 1993                                             | 4 |              | 39    | Mugello                     |
| Autódromo José Carlos Pace                                   | race circuit      | Anti-clockwise                | São Paulo                  | Brazilian Grand Prix                                               | 1992 | 1            | 1     | Interlagos                  |
| Autodromo Nazionale di Monza                                 | race circuit      | Clockwise                     | Monza                      | Italian Grand Prix                                                 | 1949–1968, 1970–1971, 1973, 1981, 1983, 1986–1987                                                             | 27           | 27    | Monza                       |
| Autódromo Oscar y Juan Gálvez                                | race circuit      | Clockwise                     | Buenos Aires               | Argentine Grand Prix                                               | 1961–1963, 1981–1982, 1987, 1994–1995, 1998–1999                                                              | 10           | 10    | Buenos Aires                |
| Autódromo Termas de Río Hondo *                              | race circuit      | Clockwise                     | Termas de Río Hondo        | Argentine Grand Prix                                               | 2014–2019, 2022–2023, 2025                                                                                    | 9            | 9     | Termas de Río Hondo         |
| Automotodrom Grobnik                                         | race circuit      | Anti-clockwise                | Čavle                      | Yugoslavian Grand Prix                                             | 1978–1990 | 13           | 13    | Rijekadun                   |
| Balaton Park Circuit *                                       | race circuit      | Anti-clockwise                | Balatonfőkajár             | Hungarian Grand Prix                                               | 2025 | 1            | 1     |                             |
| Brno Circuit *                                               | road/race circuit | Clockwise                     | Brno                       | Czechoslovakian Grand Prix                                         | 1965–1982, 1987–1991                                                                                          | 23           | 52    | Brno                        |
| Czech Republic Grand Prix                                    | road/race circuit | Clockwise                     | Brno                       | 1993–2020, 2025                                                    | 29 |              | 52    | Brno                        |
| Buddh International Circuit                                  | race circuit      | Clockwise                     | Greater Noida              | Indian Grand Prix                                                  | 2023 | 1            | 1     | Buddh                       |
| Buriram International Circuit ✔                              | race circuit      | Clockwise                     | Buriram                    | Thailand Grand Prix                                                | 2018–2019, 2022–2025                                                                                          | 6            | 6     |                             |
| Circuit Bugatti ✔                                            | race circuit      | Clockwise                     | Le Mans                    | French Grand Prix                                                  | 1969–1970, 1976, 1979, 1983, 1985, 1987, 1989–1990, 1994–1995, 2000–2025                                      | 37           | 38    | Bugatti                     |
| Vitesse du Mans Grand Prix                                   | race circuit      | Clockwise                     | Le Mans                    | 1991                                                               | 1 |              | 38    | Bugatti                     |
| Circuit Bremgarten                                           | race circuit      | Clockwise                     | Bern                       | Swiss Grand Prix                                                   | 1949, 1951–1954                                                                                               | 5            | 5     | Bremgarten                  |
| Circuit de Barcelona-Catalunya ✔                             | race circuit      | Clockwise                     | Montmeló                   | European Grand Prix                                                | 1992–1995 | 4            | 34    | Barcelona                   |
| Catalan Grand Prix                                           | race circuit      | Clockwise                     | Montmeló                   | 1996–2025                                                          | 30 |              | 34    | Barcelona                   |
| Circuit de Charade                                           | road circuit      | Clockwise                     | Saint-Genès-Champanelle    | French Grand Prix                                                  | 1959–1964, 1966–1967, 1972, 1974                                                                              | 10           | 10    | Charade                     |
| Circuit de Nevers Magny-Cours                                | race circuit      | Clockwise                     | Magny-Cours                | French Grand Prix                                                  | 1992 | 1            | 1     | Magny-Cours                 |
| Circuit de Spa-Francorchamps                                 | road/race circuit | Clockwise                     | Stavelot                   | Belgian Grand Prix                                                 | 1949–1979, 1981–1986, 1988–1990                                                                               | 40           | 40    | Spa-Francorchamps           |
| Circuit des Nations                                          | street circuit    | Clockwise                     | Geneva                     | Swiss Grand Prix                                                   | 1950 | 1            | 1     | Nations                     |
| Circuit Les Planques                                         | road circuit      | Clockwise                     | Albi                       | French Grand Prix                                                  | 1951 | 1            | 1     |                             |
| Circuit of the Americas ✔                                    | race circuit      | Anti-clockwise                | Austin                     | Grand Prix of the Americas                                         | 2013–2019, 2021–2025                                                                                          | 12           | 12    | Austin                      |
| Circuit Paul Armagnac                                        | race circuit      | Clockwise                     | Nogaro                     | French Grand Prix                                                  | 1978, 1982 | 2            | 2     | Nogaro                      |
| Circuit Paul Ricard                                          | race circuit      | Clockwise                     | Le Castellet               | French Grand Prix                                                  | 1973, 1975, 1977, 1980–1981, 1984, 1986, 1988, 1991, 1996–1999                                                | 13           | 13    | Paul Ricard                 |
| Circuit Ricardo Tormo ✔                                      | race circuit      | Anti-clockwise                | Cheste                     | Valencian Community Grand Prix                                     | 1999–2023, 2025                                                                                               | 26           | 27    | Valencia                    |
| European Grand Prix                                          | race circuit      | Anti-clockwise                | Cheste                     | 2020                                                               | 1 |              | 27    | Valencia                    |
| Circuit Zolder                                               | race circuit      | Clockwise                     | Heusden-Zolder             | Belgian Grand Prix                                                 | 1980 | 1            | 1     | Zolder                      |
| Circuito de Jerez – Ángel Nieto ✔                            | race circuit      | Clockwise                     | Jerez de la Frontera       | Spanish Grand Prix                                                 | 1987, 1989–2025                                                                                               | 38           | 40    | Jerez                       |
| Modèle:Country data Andalucia Expo 92 Grand Prix             | race circuit      | Clockwise                     | Jerez de la Frontera       | 1988                                                               | 1 |              | 40    | Jerez                       |
| Modèle:Country data Andalucia Andalusian Grand Prix          | race circuit      | Clockwise                     | Jerez de la Frontera       | 2020                                                               | 1 |              | 40    | Jerez                       |
| Circuito del Jarama                                          | race circuit      | Clockwise                     | San Sebastián de los Reyes | Spanish Grand Prix                                                 | 1969, 1971, 1973, 1975, 1977–1986, 1988                                                                       | 15           | 19    | Jarama                      |
| Circuito del Jarama                                          | race circuit      | Clockwise                     | San Sebastián de los Reyes | Portuguese Grand Prix                                              | 1987 | 1            | 19    | Jarama                      |
| Circuito del Jarama                                          | race circuit      | Clockwise                     | San Sebastián de los Reyes | European Grand Prix                                                | 1991 | 1            | 19    | Jarama                      |
| Circuito del Jarama                                          | race circuit      | Clockwise                     | San Sebastián de los Reyes | FIM Grand Prix                                                     | 1993 | 1            | 19    | Jarama                      |
| Circuito del Jarama                                          | race circuit      | Clockwise                     | San Sebastián de los Reyes | Modèle:Country data Madrid Madrid Grand Prix                       | 1998 | 1            | 19    | Jarama                      |
| Circuito do Estoril                                          | race circuit      | Clockwise                     | Estoril                    | Portuguese Grand Prix                                              | 2000–2012 | 13           | 13    | Estoril                     |
| Clady Circuit                                                | road circuit      | Clockwise                     | County Antrim              | Ulster Grand Prix                                                  | 1949–1952 | 4            | 4     | County Antrim               |
| Daytona International Speedway                               | race circuit      | Anti-clockwise                | Daytona Beach              | United States Grand Prix                                           | 1964–1965 | 2            | 2     | Daytona                     |
| Donington Park                                               | race circuit      | Clockwise                     | Castle Donington           | British Grand Prix                                                 | 1987–2009 | 23           | 23    | Donington Park              |
| Dundrod Circuit                                              | road circuit      | Clockwise                     | Lisburn                    | Ulster Grand Prix                                                  | 1953–1971 | 19           | 19    | Dundrod                     |
| Eastern Creek Raceway                                        | race circuit      | Anti-clockwise                | Eastern Creek              | Australian Grand Prix                                              | 1991–1996 | 6            | 6     | Eastern Creek               |
| Fuji Speedway                                                | race circuit      | Clockwise                     | Oyama                      | Japanese Grand Prix                                                | 1966–1967 | 2            | 2     | Fuji Speedway               |
| Hedemora Circuit                                             | street circuit    | Clockwise                     | Hedemora                   | Swedish Grand Prix                                                 | 1958 | 1            | 1     | Hedemora                    |
| Hockenheimring                                               | race circuit      | Clockwise                     | Hockenheim                 | German Grand Prix                                                  | 1957, 1959, 1961, 1963, 1966–1967, 1969, 1971, 1973, 1975, 1977, 1979, 1981–1983, 1985, 1987, 1989, 1991–1994 | 22           | 23    | Hockenheim                  |
| Hockenheimring                                               | race circuit      | Clockwise                     | Hockenheim                 | Modèle:Country data Baden-Württemberg Baden-Württemberg Grand Prix | 1986 | 1            | 23    | Hockenheim                  |
| Hungaroring                                                  | race circuit      | Clockwise                     | Mogyoród                   | Hungarian Grand Prix                                               | 1990, 1992 | 2            | 2     | Hungaroring                 |
| Imatra Circuit                                               | road circuit      | Clockwise                     | Imatra                     | Finnish Grand Prix                                                 | 1964–1982 | 19           | 19    | Imatra Circuit              |
| Indianapolis Motor Speedway                                  | race circuit      | Anti-clockwise                | Speedway                   | Indianapolis Grand Prix                                            | 2008–2015 | 8            | 8     | Indianapolis Motor Speedway |
| Intercity Istanbul Park                                      | race circuit      | Anti-clockwise                | Tuzla                      | Turkish Grand Prix                                                 | 2005–2007 | 3            | 3     | Istanbul Park               |
| Johor Circuit                                                | race circuit      | Clockwise                     | Pasir Gudang               | Malaysian Grand Prix                                               | 1998 | 1            | 1     | Johor Circuit               |
| Karlskoga Motorstadion                                       | race circuit      | Clockwise                     | Karlskoga                  | Swedish Grand Prix                                                 | 1978–1979 | 2            | 2     | Karlskoga                   |
| Kyalami Grand Prix Circuit                                   | race circuit      | Both (Anti-clockwise in 1992) | Midrand                    | South African Grand Prix                                           | 1983–1985, 1992                                                                                               | 4            | 4     | Kyalami                     |
| Lusail International Circuit ✔                               | race circuit      | Clockwise                     | Lusail                     | Qatar Grand Prix                                                   | 2004–2025 | 22           | 23    | Lusail                      |
| Lusail International Circuit ✔                               | race circuit      | Clockwise                     | Lusail                     | Doha Grand Prix                                                    | 2021 | 1            | 23    | Lusail                      |
| Mandalika International Street Circuit ✔                     | street circuit    | Clockwise                     | Mandalika                  | Indonesian Grand Prix                                              | 2022–2025 | 4            | 4     | Mandalika                   |
| Mazda Raceway Laguna Seca                                    | race circuit      | Anti-Clockwise                | Monterey                   | United States Grand Prix                                           | 1988–1991, 1993–1994, 2005–2013                                                                               | 15           | 15    | Laguna Seca                 |
| Misano World Circuit Marco Simoncelli ✔                      | race circuit      | Both (Clockwise since 2007)   | Misano Adriatico           | Italian Grand Prix                                                 | 1980, 1982, 1984, 1989–1991, 1993                                                                             | 7            | 32    | Misano                      |
| San Marino and Rimini Riviera Grand Prix                     | race circuit      | Both (Clockwise since 2007)   | Misano Adriatico           | 1985–1987, 2007–2025                                               | 22 |              | 32    | Misano                      |
| Modèle:Country data Emilia-Romagna Emilia Romagna Grand Prix | race circuit      | Both (Clockwise since 2007)   | Misano Adriatico           | 2020–2021, 2024                                                    | 3 |              | 32    | Misano                      |
| Mobility Resort Motegi ✔                                     | race circuit      | Clockwise                     | Motegi                     | Japanese Grand Prix                                                | 1999, 2004–2019, 2022–2025                                                                                    | 21           | 25    | Motegi                      |
| Pacific Grand Prix                                           | race circuit      | Clockwise                     | Motegi                     | 2000–2003                                                          | 4 |              | 25    | Motegi                      |
| Montjuïc Circuit                                             | street circuit    | Anti-clockwise                | Montjuic                   | Spanish Grand Prix                                                 | 1951–1955, 1961–1968, 1970, 1972, 1974, 1976                                                                  | 17           | 17    | Montjuïc                    |
| Mosport International Raceway                                | race circuit      | Clockwise                     | Bowmanville                | Canadian Grand Prix                                                | 1967 | 1            | 1     | Mosport                     |
| MotorLand Aragón ✔                                           | race circuit      | Anti-clockwise                | Alcañiz                    | Aragon Grand Prix                                                  | 2010–2022, 2025                                                                                               | 15           | 16    | Motorland Aragon            |
| MotorLand Aragón ✔                                           | race circuit      | Anti-clockwise                | Alcañiz                    | Modèle:Country data Province of Teruel Teruel Grand Prix           | 2020 | 1            | 16    | Motorland Aragon            |
| Nürburgring                                                  | race circuit      | Clockwise                     | Nürburg                    | German Grand Prix                                                  | 1955, 1958, 1965, 1968, 1970, 1972, 1974, 1976, 1978, 1980, 1984, 1986, 1988, 1990, 1995–1997                 | 17           | 17    | Nürburgring                 |
| Opatija Circuit                                              | road circuit      | Clockwise                     | Opatija                    | Yugoslavian Grand Prix                                             | 1969–1970, 1972–1977                                                                                          | 8            | 8     | Opatija                     |
| Petronas Sepang International Circuit ✔                      | race circuit      | Clockwise                     | Sepang                     | Malaysian Grand Prix                                               | 1999–2019, 2022–2025                                                                                          | 25           | 25    | Sepang                      |
| Phakisa Freeway                                              | race circuit      | Clockwise                     | Odendaalsrus               | South African Grand Prix                                           | 1999–2004 | 6            | 6     | Welkom                      |
| Phillip Island Grand Prix Circuit ✔                          | race circuit      | Anti-clockwise                | Ventnor                    | Australian Grand Prix                                              | 1989–1990, 1997–2019, 2022–2025                                                                               | 29           | 29    | Phillip Island              |
| Råbelövsbanan                                                | street circuit    | Clockwise                     | Kristianstad               | Swedish Grand Prix                                                 | 1959, 1961 | 2            | 2     | Kristianstad                |
| Red Bull Ring ✔                                              | race circuit      | Clockwise                     | Spielberg                  | Austrian Grand Prix                                                | 1996–1997, 2016–2025                                                                                          | 12           | 14    | Spielberg                   |
| Modèle:Country data Styria Styrian Grand Prix                | race circuit      | Clockwise                     | Spielberg                  | 2020–2021                                                          | 2 |              | 14    | Spielberg                   |
| Reims-Gueux                                                  | road circuit      | Clockwise                     | Gueux                      | French Grand Prix                                                  | 1954–1955 | 2            | 2     | Reims-Gueux                 |
| Rouen-Les-Essarts                                            | road circuit      | Clockwise                     | Orival                     | French Grand Prix                                                  | 1953, 1965 | 2            | 2     | Rouen-Les-Essarts           |
| Sachsenring ✔                                                | road/race circuit | Anti-clockwise                | Hohenstein-Ernstthal       | East German Grand Prix                                             | 1961–1972 | 12           | 39    | Sachsenring                 |
| German Grand Prix                                            | road/race circuit | Anti-clockwise                | Hohenstein-Ernstthal       | 1998–2019, 2021–2025                                               | 27 |              | 39    | Sachsenring                 |
| Salzburgring                                                 | race circuit      | Clockwise                     | Plainfeld                  | Austrian Grand Prix                                                | 1971–1979, 1981–1991, 1993–1994                                                                               | 22           | 22    | Salzburging                 |
| San Carlos Circuit                                           | street circuit    | Clockwise                     | San Carlos                 | Venezuelan Grand Prix                                              | 1977–1979 | 3            | 3     | San Carlos                  |
| Scandinavian Raceway                                         | race circuit      | Clockwise                     | Anderstorp                 | Swedish Grand Prix                                                 | 1971–1977, 1981–1990                                                                                          | 17           | 17    | Anderstorp                  |
| Schottenring                                                 | road circuit      | Clockwise                     | Schotten                   | German Grand Prix                                                  | 1953 | 1            | 1     | Schottenring                |
| Sentul International Circuit                                 | race circuit      | Clockwise                     | Sentul                     | Indonesian Grand Prix                                              | 1996–1997 | 2            | 2     | Sentul                      |
| Shah Alam Circuit                                            | race circuit      | Clockwise                     | Shah Alam                  | Malaysian Grand Prix                                               | 1991–1997 | 7            | 7     | Shah Alam                   |
| Shanghai International Circuit                               | race circuit      | Clockwise                     | Jiading                    | Chinese Grand Prix                                                 | 2005–2008 | 4            | 4     | Shanghai                    |
| Silverstone Circuit ✔                                        | race circuit      | Clockwise                     | Silverstone                | British Grand Prix                                                 | 1977–1986, 2010–2017, 2019, 2021–2025                                                                         | 24           | 24    | Silverstone                 |
| Snaefell Mountain Course                                     | road circuit      | Clockwise                     | Isle of Man                | Isle of Man TT                                                     | 1949–1976 | 28           | 28    | Snaefell Mountain Course    |
| Solitudering                                                 | road circuit      | Anti-clockwise                | Leonberg                   | German Grand Prix                                                  | 1952, 1954, 1956, 1960, 1962, 1964                                                                            | 6            | 6     | Solitude Racetrack          |
| Suzuka International Racing Course                           | race circuit      | Both                          | Suzuka                     | Japanese Grand Prix                                                | 1963–1965, 1987–1998, 2000–2003                                                                               | 19           | 19    | Suzuka                      |
| Tampere Circuit                                              | road circuit      | Clockwise                     | Tampere                    | Finnish Grand Prix                                                 | 1962–1963 | 2            | 2     | Tampere                     |
| TT Circuit Assen ✔                                           | race circuit      | Clockwise                     | Assen                      | Dutch TT                                                           | 1949–2019, 2021–2025                                                                                          | 76           | 76    | Assen                       |

## Source de traduction
- (en) Cet article est partiellement ou en totalité issu de l’article de Wikipédia en anglais intitulé « List of Grand Prix motorcycle circuits » (voir la liste des auteurs).